# 31414 Rotarysusa
31414 Rotarysusa este un asteroid din centura principală de asteroizi.

## Descriere
31414 Rotarysusa este un asteroid din centura principală de asteroizi. A fost descoperit pe 14 ianuarie 1999 la San Marcello Pistoiese de Luciano Tesi și Andrea Boattini. Asteroidul prezintă o orbită caracterizată de o semiaxă mare de 2,26 ua, o excentricitate de 0,15 și o înclinație de 5,4° în raport cu ecliptica.